# Cremastus fuscatus
Cremastus fuscatus är en stekelart som beskrevs av Dasch 1979. Cremastus fuscatus ingår i släktet Cremastus och familjen brokparasitsteklar. Inga underarter finns listade i Catalogue of Life.